# Halophila minor
Halophila minor là một loài thực vật có hoa trong họ Hydrocharitaceae. Loài này được (Zoll.) Hartog mô tả khoa học đầu tiên năm 1957.